# نورییوکی ایشیگاکی
نورییوکی ایشیگاکی (ژاپنی: 石垣 徳之؛ زادهٔ ۳۰ نوامبر ۱۹۹۷) یک بازیکن فوتبال اهل ژاپن است.
از باشگاه‌هایی که در آن بازی کرده‌است می‌توان به باشگاه فوتبال ساگامیهارا اشاره کرد.